# Мур, Барбара (активистка)
Барбара Мур (урожд. А́нна Черка́сова; 22 декабря 1903 года — 14 мая 1977 года) — родившаяся в России энтузиастка вегетарианства, прославившаяся в начале 1960-х походами на длинные дистанции.
В СССР выучилась на инженера, выиграла первенство СССР по мотокроссу на длинные дистанции в 1932 году.
Эмигрировала в Великобританию.
В декабре 1959 года прошла от Эдинбурга до Лондона. В начале 1960-х прошла маршрут от Джон-о’Гротс до Лендс-Энд (1349 км — крайние точки острова Великобритания) за 23 дня. За 86 дней она пересекла США (5450 км) из Сан-Франциско в Нью-Йорк, куда она пришла 6 июля 1960 года.
Она была вегетарианкой и бретарианцем. Во время походов она питалась только орехами, медом, сырыми фруктами и овощами.
Умерла в Лондонской больнице 14 мая 1977 года.